# Aleksandr Biełow (skoczek narciarski)
Aleksandr Siergiejewicz Biełow (ros. Александр Сергеевич Белов; ur. 11 września 1981 w Ufie) – rosyjski skoczek narciarski, reprezentant Rosji na igrzyskach w Salt Lake City, zawodnik klubu Lokomotiw Ufa.
Na arenie międzynarodowej zadebiutował 5 sierpnia 2000 w Hinterzarten podczas drużynowego konkursu Letniego Grand Prix na igelicie. W Pucharze Świata zadebiutował 1 stycznia 2001 w Garmisch-Partenkirchen, gdzie zajął 40. miejsce. Nigdy nie zdobył punktów w Pucharze Świata.
W 2001 dwukrotnie zdobył punkty do klasyfikacji LGP (14 sierpnia w Courchevel oraz 18 sierpnia w Stams).
W 2002 został powołany do kadry rosyjskiej na zimowe igrzyska olimpijskie w Salt Lake City. Tylko raz zakwalifikował się do konkursu głównego i zajął ostatnie, 50. miejsce.

## Igrzyska olimpijskie

### Indywidualnie
| 2002 Salt Lake City/Park City | – | nie zakwalifikował się (K-90), 50. miejsce (K-120) |

## Mistrzostwa świata

### Indywidualnie
| 2001 Lahti | – | nie zakwalifikował się (K-90), nie zakwalifikował się (K-116) |

## Uniwersjada

### Indywidualnie
| 2003 Tarvisio/ Bischofshofen | – | 27. miejsce (K-90), 24. miejsce (K-120) |

### Drużynowo
| 2003 Tarvisio/ Bischofshofen | – | 8. miejsce |

## Puchar Świata

### Miejsca w poszczególnych konkursach indywidualnychPucharu Świata
| Źródło | Źródło      | Źródło                | Źródło                | Źródło                      | Źródło         | Źródło             | Źródło         | Źródło         | Źródło          | Źródło                      | Źródło         | Źródło             | Źródło         | Źródło         | Źródło          | Źródło          | Źródło       | Źródło         | Źródło     | Źródło         | Źródło    | Źródło | Źródło | Źródło | Źródło | Źródło | Źródło | Źródło | Źródło | Źródło | Źródło | Źródło | Źródło | Źródło | Źródło | Źródło | Źródło | Źródło | Źródło | Źródło | Źródło | Źródło | Źródło | Źródło | Źródło | Źródło | Źródło | Źródło | Źródło |
| --- | ----------- | --------------------- | --------------------- | --------------------------- | -------------- | ------------------ | -------------- | -------------- | --------------- | --------------------------- | -------------- | ------------------ | -------------- | -------------- | --------------- | --------------- | ------------ | -------------- | ---------- | -------------- | --------- | ------ | ------ | ------ | ------ | ------ | ------ | ------ | ------ | ------ | ------ | ------ | ------ | ------ | ------ | ------ | ------ | ------ | ------ | ------ | ------ | ------ | ------ | ------ | ------ | ------ | ------ | ------ | ------ |
| Sezon 2000/2001 |             |                       |                       |                             |                |                    |                |                |                 |                             |                |                    |                |                |                 |                 |              |                |            |                |           |        |        |        |        |        |        |        |        |        |        |        |        |        |        |        |        |        |        |        |        |        |        |        |        |        |        |        |        |
| Kuopio K120 | Kuopio K120 | Kuopio K120           | Oberstdorf K115       | Garmisch-Partenkirchen K115 | Innsbruck K108 | Bischofshofen K120 | Harrachov K185 | Harrachov K185 | Park City K120  | Hakuba K120                 | Sapporo K120   | Sapporo K120       | Willingen K120 | Willingen K120 | Oberstdorf K185 | Oberstdorf K185 | Falun K115   | Trondheim K120 | Oslo K115  | Planica K185   | punkty    | punkty | punkty | punkty | punkty | punkty | punkty | punkty | punkty | punkty | punkty | punkty | punkty | punkty | punkty | punkty | punkty | punkty | punkty |        |        |        |        |        |        |        |        |        |        |
| - | -           | -                     | q                     | 40                          | q              | q                  | -              | -              | 56              | 50                          | q              | q                  | -              | -              | -               | -               | -            | q              | q          | -              | 0         | 0      | 0      | 0      | 0      | 0      | 0      | 0      | 0      | 0      | 0      | 0      | 0      | 0      | 0      | 0      | 0      | 0      | 0      |        |        |        |        |        |        |        |        |        |        |
| Sezon 2001/2002 |             |                       |                       |                             |                |                    |                |                |                 |                             |                |                    |                |                |                 |                 |              |                |            |                |           |        |        |        |        |        |        |        |        |        |        |        |        |        |        |        |        |        |        |        |        |        |        |        |        |        |        |        |        |
| Kuopio K120 | Kuopio K120 | Titisee-Neustadt K120 | Titisee-Neustadt K120 | Villach K90                 | Engelberg K120 | Engelberg K120     | Predazzo K120  | Predazzo K120  | Oberstdorf K115 | Garmisch-Partenkirchen K115 | Innsbruck K120 | Bischofshofen K120 | Willingen K120 | Zakopane K120  | Zakopane K120   | Hakuba K120     | Sapporo K120 | Lahti K116     | Falun K115 | Trondheim K120 | Oslo K115 | punkty |        |        |        |        |        |        |        |        |        |        |        |        |        |        |        |        |        |        |        |        |        |        |        |        |        |        |        |
| q | q           | q                     | q                     | q                           | q              | q                  | q              | q              | q               | q                           | q              | q                  | -              | -              | -               | 50              | 46           | -              | -          | -              | -         | 0      |        |        |        |        |        |        |        |        |        |        |        |        |        |        |        |        |        |        |        |        |        |        |        |        |        |        |        |
| Legenda |             |                       |                       |                             |                |                    |                |                |                 |                             |                |                    |                |                |                 |                 |              |                |            |                |           |        |        |        |        |        |        |        |        |        |        |        |        |        |        |        |        |        |        |        |        |        |        |        |        |        |        |        |        |
| 1 2 3 4-10 11-30 poniżej 30 dq – dyskwalifikacja q – dyskwalifikacja w kwalifikacjach q – zawodnik nie zakwalifikował się - – zawodnik nie wystartował |             |                       |                       |                             |                |                    |                |                |                 |                             |                |                    |                |                |                 |                 |              |                |            |                |           |        |        |        |        |        |        |        |        |        |        |        |        |        |        |        |        |        |        |        |        |        |        |        |        |        |        |        |        |

### Turniej Czterech Skoczni

#### Miejsca w klasyfikacji generalnej
| Sezon     | Miejsce |
| --------- | ------- |
| 2000/2001 | 61.     |

## Letnie Grand Prix

### Miejsca w klasyfikacji generalnej
| Sezon | Miejsce |
| ----- | ------- |
| 2001  | 49.     |

### Miejsca w poszczególnych konkursach indywidualnychLGP
| Źródło | Źródło       | Źródło     | Źródło     | Źródło  | Źródło | Źródło  | Źródło  | Źródło | Źródło | Źródło | Źródło | Źródło | Źródło | Źródło | Źródło | Źródło | Źródło | Źródło | Źródło | Źródło | Źródło | Źródło | Źródło | Źródło | Źródło | Źródło |
| --- | ------------ | ---------- | ---------- | ------- | ------ | ------- | ------- | ------ | ------ | ------ | ------ | ------ | ------ | ------ | ------ | ------ | ------ | ------ | ------ | ------ | ------ | ------ | ------ | ------ | ------ | ------ |
| 2000 |              |            |            |         |        |         |         |        |        |        |        |        |        |        |        |        |        |        |        |        |        |        |        |        |        |        |
| Hinterzarten | Kuopio       | Villach    | Courchevel | Hakuba  | Hakuba | Sapporo | Sapporo | punkty |        |        |        |        |        |        |        |        |        |        |        |        |        |        |        |        |        |        |
| - | -            | q          | q          | -       | -      | -       | -       | 0      |        |        |        |        |        |        |        |        |        |        |        |        |        |        |        |        |        |        |
| 2001 |              |            |            |         |        |         |         |        |        |        |        |        |        |        |        |        |        |        |        |        |        |        |        |        |        |        |
| Hinterzarten | Hinterzarten | Courchevel | Stams      | Sapporo | Hakuba | Hakuba  | punkty  | punkty | punkty | punkty | punkty | punkty | punkty | punkty | punkty |        |        |        |        |        |        |        |        |        |        |        |
| 47 | 38           | 29         | 20         | -       | -      | -       | 13      | 13     | 13     | 13     | 13     | 13     | 13     | 13     | 13     |        |        |        |        |        |        |        |        |        |        |        |
| Legenda |              |            |            |         |        |         |         |        |        |        |        |        |        |        |        |        |        |        |        |        |        |        |        |        |        |        |
| 1 2 3 4-10 11-30 poniżej 30 dq – dyskwalifikacja q – dyskwalifikacja w kwalifikacjach q – zawodnik nie zakwalifikował się - – zawodnik nie wystartował |              |            |            |         |        |         |         |        |        |        |        |        |        |        |        |        |        |        |        |        |        |        |        |        |        |        |

## Puchar Kontynentalny

### Miejsca w poszczególnych konkursachPucharu Kontynentalnego
| Sezon 2001/2002                                                               |         |         |         |              |           |          |               |         |           |           |         |         |                  |                  |           |              |           |           |          |          |          |               |               |            |           |            |            |           |            |            |           |           |        |        |         |               |               |           |           |        |        |           |           |           |        |        |        |        |        |        |        |        |        |        |        |        |        |        |        |        |        |        |        |        |        |        |        |        |        |        |        |        |        |        |
| Velenje                                                                       | Velenje | Villach | Villach | Oberstdorf   | Rælingen  | Rælingen | Calgary       | Calgary | Park City | Park City | Oberhof | Ruka    | Ruka             | Lahti            | Lahti     | Sankt Moritz | Engelberg | Innsbruck | Sapporo  | Sapporo  | Sapporo  | Bischofshofen | Bischofshofen | Ishpeming  | Ishpeming | Courchevel | Courchevel | Lauscha   | Westby     | Westby     | Braunlage | Braunlage | Gallio | Gallio | Planica | Iron Mountain | Iron Mountain | Schönwald | Schönwald | Zaō    | Zaō    | Vikersund | Vikersund | Vikersund | punkty |        |        |        |        |        |        |        |        |        |        |        |        |        |        |        |        |        |        |        |        |        |        |        |        |        |        |        |        |        |
| -                                                                             | -       | -       | -       | 84           | -         | -        | -             | -       | -         | -         | 51      | -       | -                | -                | -         | -            | -         | -         | -        | -        | -        | -             | -             | -          | -         | -          | -          | -         | -          | -          | -         | -         | -      | -      | -       | -             | -             | -         | -         | -      | -      | -         | -         | -         | 0      |        |        |        |        |        |        |        |        |        |        |        |        |        |        |        |        |        |        |        |        |        |        |        |        |        |        |        |        |        |
| Sezon 2002/2003                                                               |         |         |         |              |           |          |               |         |           |           |         |         |                  |                  |           |              |           |           |          |          |          |               |               |            |           |            |            |           |            |            |           |           |        |        |         |               |               |           |           |        |        |           |           |           |        |        |        |        |        |        |        |        |        |        |        |        |        |        |        |        |        |        |        |        |        |        |        |        |        |        |        |        |        |        |
| Lahti                                                                         | Lahti   | Liberec | Liberec | Sankt Moritz | Engelberg | Seefeld  | Bischofshofen | Sapporo | Sapporo   | Sapporo   | Planica | Planica | Titisee-Neustadt | Titisee-Neustadt | Braunlage | Braunlage    | Willingen | Zakopane  | Zakopane | Eisenerz | Eisenerz | Westby        | Brotterode    | Brotterode | Lauscha   | Ishpeming  | Ishpeming  | Ishpeming | Ruhpolding | Ruhpolding | Zaō       | Zaō       | Stryn  | Stryn  | punkty  | punkty        | punkty        | punkty    | punkty    | punkty | punkty | punkty    | punkty    | punkty    | punkty | punkty | punkty | punkty | punkty | punkty | punkty | punkty | punkty | punkty | punkty | punkty | punkty | punkty | punkty | punkty | punkty | punkty | punkty | punkty | punkty | punkty | punkty | punkty | punkty | punkty | punkty | punkty | punkty | punkty |
| 48                                                                            | 46      | -       | -       | 47           | 31        | 82       | -             | -       | -         | -         | -       | -       | -                | -                | -         | -            | -         | -         | -        | -        | -        | -             | -             | -          | -         | -          | -          | -         | -          | -          | -         | -         | -      | -      | 0       | 0             | 0             | 0         | 0         | 0      | 0      | 0         | 0         | 0         | 0      | 0      | 0      | 0      | 0      | 0      | 0      | 0      | 0      | 0      | 0      | 0      | 0      | 0      | 0      | 0      | 0      | 0      | 0      | 0      | 0      | 0      | 0      | 0      | 0      | 0      | 0      | 0      | 0      | 0      |
| Legenda                                                                       |         |         |         |              |           |          |               |         |           |           |         |         |                  |                  |           |              |           |           |          |          |          |               |               |            |           |            |            |           |            |            |           |           |        |        |         |               |               |           |           |        |        |           |           |           |        |        |        |        |        |        |        |        |        |        |        |        |        |        |        |        |        |        |        |        |        |        |        |        |        |        |        |        |        |        |
| 1 2 3 4-10 11-30 poniżej 30 dq – dyskwalifikacja - – zawodnik nie wystartował |         |         |         |              |           |          |               |         |           |           |         |         |                  |                  |           |              |           |           |          |          |          |               |               |            |           |            |            |           |            |            |           |           |        |        |         |               |               |           |           |        |        |           |           |           |        |        |        |        |        |        |        |        |        |        |        |        |        |        |        |        |        |        |        |        |        |        |        |        |        |        |        |        |        |        |